# Blocco Nazionalista Valenciano
Il Blocco Nazionalista Valenciano (in spagnolo: Bloque Nacionalista Valenciano; in valenciano: Bloc Nacionalista Valencià - BLOC) è un partito politico spagnolo, operativo nella Comunità Valenciana, fondato nel 1998 a seguito della confluenza di varie formazioni di carattere regionalista, nella specie:
- Unità del Popolo Valenciano (Unitat del Poble Valencià), fondato nel 1982 dalla fusione tra Partito Nazionalista del Paese Valenciano (Partit Nacionalista del País Valencià) e Raggruppamento di Sinistra del Paese Valenciano (Agrupament d'Esquerra del País Valencià);
- il Partito Valenciano Nazionalista (Partit Valencià Nacionalista), fondato nel 1990;
- Nazionalisti di Alcoi (Nacionalistes d'Alcoi), formazione fondata nel 1994;
- Blocco Progressista di Monòver (Bloc Progressista de Monòver);
- Grau Unit de Castelló.

Si tratta di un partito della sinistra nazionalista, autonomista e progressista.
Alle elezioni generali spagnole del 2011 il Bloc formò, insieme all'Iniziativa del Popolo Valenciano (eco-socialisti) ed ai Verdi-Sinistra Ecologista del Paese Valenciano (ecologisti di sinistra), la Coalició Compromís che ottenne lo 0,5% (il 4,8% nella Comunità Valenciana) ed 1 seggio.

## Risultati
| Elezione | Voti                          | %                             | Seggi                       |
| Unità del Popolo Valenciano | Unità del Popolo Valenciano   | Unità del Popolo Valenciano   | Unità del Popolo Valenciano |
| --- | ----------------------------- | ----------------------------- | --------------------------- |
| Generali 1982 | 18.516                        | 0,09                          | 0 / 350                     |
| Generali 1986 | 40.264                        | 0,20                          | 0 / 350                     |
| Generali 1989 | 40.767                        | 0,20                          | 0 / 350                     |
| Generali 1993 | 41.052                        | 0,17                          | 0 / 350                     |
| Generali 1996 | 26.777                        | 0,11                          | 0 / 350                     |
| Blocco Nazionalista Valenciano |                               |                               |                             |
| Generali 2000 a | 58.551                        | 0,25                          | 0 / 350                     |
| Generali 2004 b | 40.759                        | 0,16                          | 0 / 350                     |
| Europee 2004 | In Galeusca - Popoli d'Europa | In Galeusca - Popoli d'Europa | 0 / 54                      |
| Generali 2008 c | 29.760                        | 0,12                          | 0 / 350                     |
| Europee 2009 | In Coalizione per l'Europa    | In Coalizione per l'Europa    | 0 / 50                      |
| Coalizione Compromís |                               |                               |                             |
| Generali 2011 | 125.306                       | 0,51                          | 1 / 350                     |
| Europee 2014 | In Primavera Europea          | In Primavera Europea          | 1 / 54                      |
| Generali 2015 | In És el moment               | In És el moment               | 0 / 350                     |
| Generali 2016 | In A la Valenciana            | In A la Valenciana            | 0 / 350                     |
| Generali 2019 (Apr.) | 173.821                       | 0,66                          | 1 / 350                     |
| Europee 2019 | In Compromesso per l'Europa   | In Compromesso per l'Europa   | 0 / 54                      |
| Generali 2019 (Nov.) | 175.092                       | 0,73                          | 1 / 350                     |
| • a Con I Verdi • b Con Sinistra Verde - Iniziativa per il Paese Valenciano (EV) • c Con Iniziativa del Popolo Valenciano (IDPV) e I Verdi - Sinistra Ecologista del Paese Valenciano (EV-EE) |                               |                               |                             |